# Piotr Kendziorek
Piotr Kendziorek (ur. 1972) – polski historyk idei i filozof, działacz lewicowy. 

## Życiorys
Ukończył studia na Wydziale Dziennikarstwa i Nauk Politycznych Uniwersytetu Warszawskiego.  Pracuje w Żydowskim Instytucie Historycznym. Obronił pracę doktorską w Instytucie Filozofii i Socjologii PAN. Jego problematyka badawcza obejmuje: marksizm, rasizm, antysemityzm, antysyjonizm. Publikował na łamach pism: "Dalej! pismo socjalistyczne", Dziś, Midrasz, Obywatel, Przegląd, Kwartalnik Historii Żydów. 

## Monografie
- Antysemityzm a społeczeństwo mieszczańskie. W kręgu interpretacji neomarksistowskich, Warszawa 2005, ISBN 83-88542-91-5
- Lenin i rewolucja. O próbie nowego odczytania pism Lenina przez Slavoja Žižka, Warszawa (2007)